# Palmbräu
Palmbräu est une brasserie à Eppingen, dans le Land de Bade-Wurtemberg.

## Histoire
La brasserie est fondée en 1835 par Jakob Zorn (1812–1882) dans sa taverne à Eppingen. L'entreprise s'agrandit sous la direction de son fils Franz Zorn (1839–1917). L'auberge est bien fréquentée à l'époque, 1 000 litres de bière sont servis le dimanche. C'est aussi Franz Zorn qui apporte des palmiers d'Italie, décore l'auberge et rebaptise Gasthaus zur Palme, d'où le nom Palmbräu est dérivé. La brasserie artisanale se développe entre les mains de la famille, en particulier sous les descendants Emil et Reinhold Zorn, en une opération à grande échelle, qui est vendue à la plupart des grandes villes du sud-ouest de l'Allemagne.
Palmbräu se fait connaître, entre autres, pour ses bières spéciales, notamment la Starkbier Schwarzer Zornickel  avec 8,5% d'alcool par volume et la bière pression spéciale brassée pour la Heilbronner Volksfest jusqu'en 2008. En plus de la pils Unser Bestes, la société vend également de l'export et de la bière blanche ainsi que diverses boissons mélangées à la bière. En 2012, la production de bière est d'environ 30 000 hl. Le bâtiment de l'entreprise est connu dans la ville en raison de l'emplacement proéminent de la brasserie vitrée près de la mairie d'Eppingen.
La brasserie obtient ses matières premières, à savoir l'orge de brasserie, auprès d'un groupement de producteurs composé d'environ 500 agriculteurs du Kraichgau, faisant du Kraichgau la deuxième plus grande zone cohérente d'Allemagne pour la culture d'orge de brassage contrôlée et intégrée.
En 2002, Palmbräu dépose le bilan, mais la brasserie reste en tant que marque indépendante grâce à une coopération ultérieure avec Weldebräu, qui reprend la majorité à Palmbräu. La distribution est sous-traitée à une nouvelle société à l'été 2008, Palmbräu Eppingen GmbH détenue par Weldebräu. La production et la logistique restent chez Zorn Söhne GmbH & Co. KG. Après des difficultés économiques qui, en septembre 2008, conduisent au licenciement surprenant des directeurs généraux Georg et Andreas Polster en plus d'une réduction de personnel, Palmbräu a un administrateur provisoire d'insolvabilité en novembre 2008. Ces procédures d'insolvabilité se terminent avec succès fin 2020 avec un taux d'insolvabilité de 70%.
Début avril 2009, la brasserie Pforzheim de Wolfgang Scheidtweiler reprend la propriété, l'immobilier, l'inventaire, les vidanges et les approvisionnements de la brasserie insolvable, ainsi que les droits sur la marque Palmbräu, et poursuit les opérations de brassage à Eppingen. Le prix d'achat convenu des actifs et des droits de marque est d'environ 1,5 million d'euros.
La brasserie est membre du Brauring, une coopération entre des brasseries privées d'Allemagne, d'Autriche et de Suisse.